# Nendaz
Nendaz (frp. Nînde; niem. Neind, Neindt) -  miejscowość i gmina (commune) w południowej Szwajcarii, w kantonie Valais, w okręgu (district) Conthey. Leży w Alpach Pennińskich. Jest bazą narciarską i ośrodkiem sportowym podobnie jak pobliska miejscowość - Veysonnaz. Gmina Nendaz obejmuje 15 miejscowości położonych w dolinie Rodanu, na wysokości od 460 do 1730 m n.p.m. Samo Nendaz składa się dwóch części Basse-Nendaz i Haute-Nendaz.
Oprócz stoków przygotowanych dla narciarzy i snowboardzistów Nendaz jest także dobrą bazą wypadową w okoliczne szczyty jak np.: Dufourspitze i Monte Rosa, Dom czy Weisshorn. 
Często rozgrywane są tu zawody Pucharu Świata w snowboardzie.
Na terenie gminy, w górnej części doliny Nendaz, znajduje się jezioro Cleuson, powstałe dzięki zbudowanej w latach 1947-1950 zaporze Cleuson.

## Demografia
W Nendaz mieszka 6 908 osób. W 2021 roku 16,6% populacji gminy stanowiły osoby urodzone poza Szwajcarią. 

## Transport
Przez teren gminy przebiega droga główna nr 207.

## Galeria

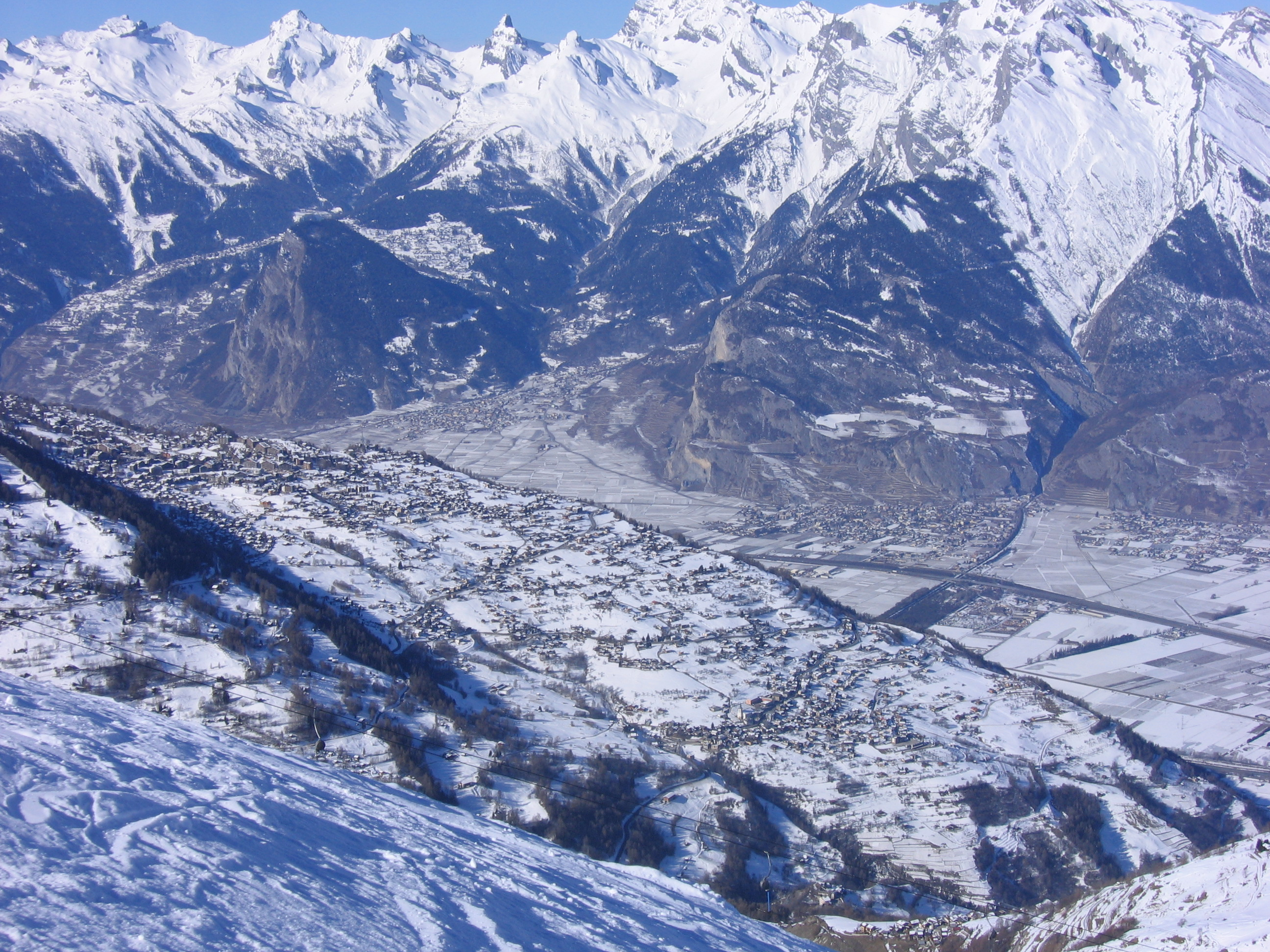
Haute-Nendaz zimą
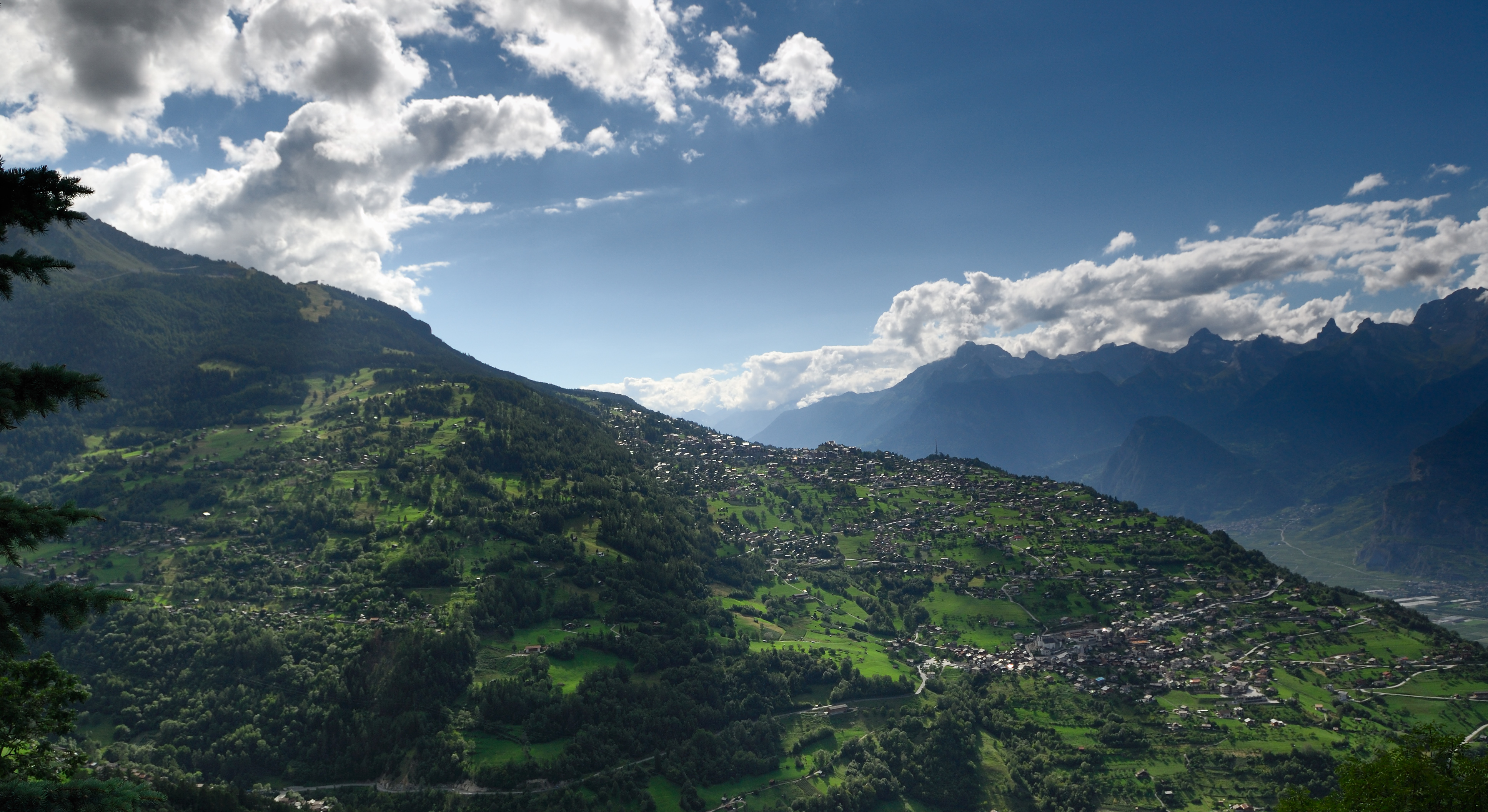
Nendaz latem
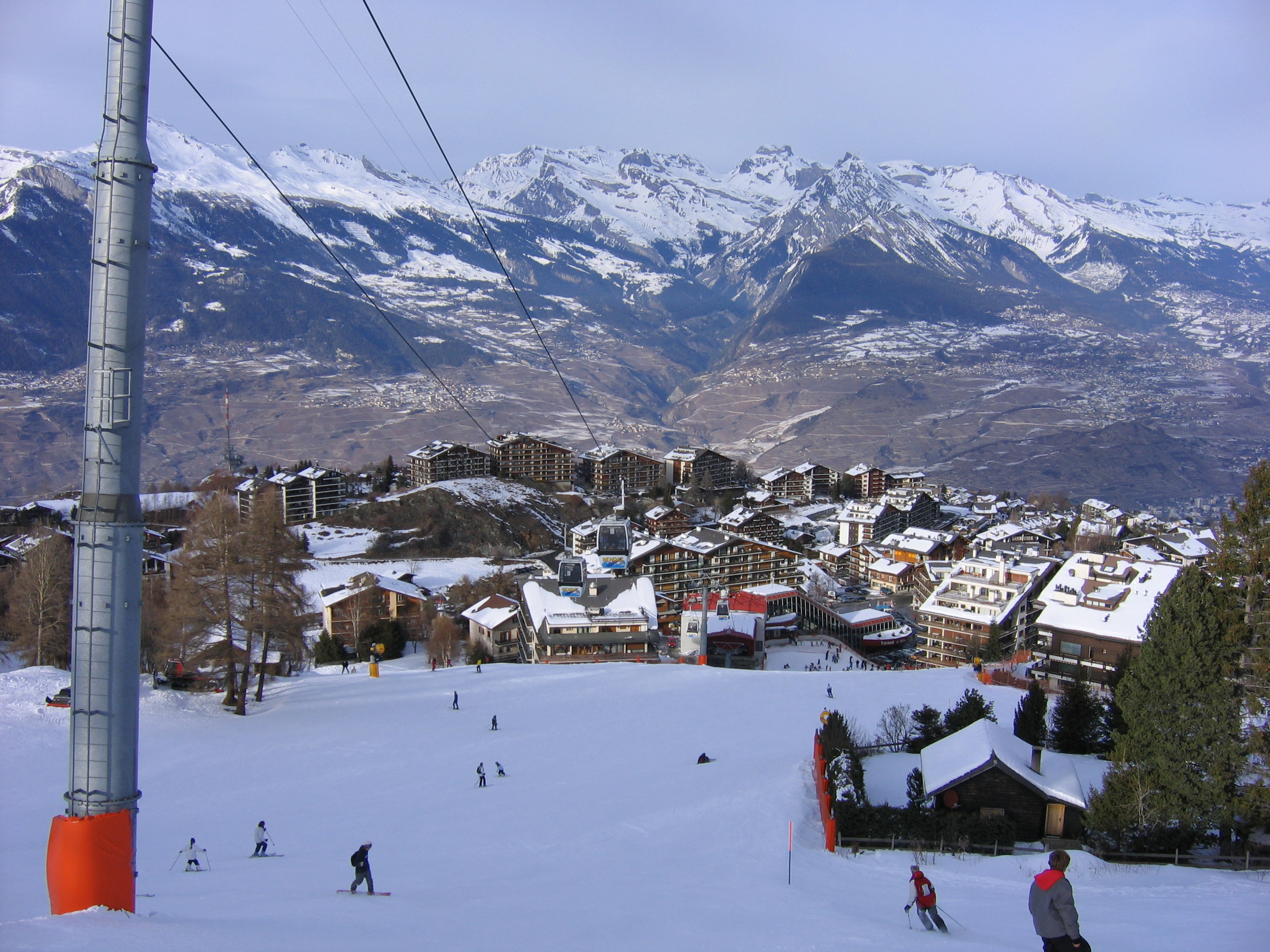
Haute-Nendaz